# 今浪祐介
今浪 祐介（いまなみ ゆうすけ、1975年11月13日 - ）は、日本の放送作家（構成作家）。オフィスクレッシェンド所属。福岡県生まれ。中央大学文学部出身。
平仮名表記の「いまなみ ゆうすけ」名義でも活動している。

## 人物・エピソード
- 『福山雅治 福のラジオ』では番組に出演し、コーナーによってはハガキを読む係なども担当しているほか、福山の新曲発表前に「タイトルだけでどんな曲か想像して歌う」という福山の無茶振りに応えたりしている。
- 『水樹奈々 スマイルギャング 5周年記念! シャッス4!!』収録のロケ企画では、水樹奈々宛の手紙を彼女の母に成りすまして自ら執筆し、その手紙を朗読された水樹が涙をこぼし、（違和感を覚えながらも）感極まったところでネタばらしという企画を行った。この企画で、後に水樹は自身のライブ公演に届いた母からの本当の手紙を疑ったという。なお、傍で聞いていた福圓美里はもらい泣きながら笑っていた。
- 長野県松本市がマスコットキャラクター「アルプちゃん」を主人公にした絵本の製作を企画、原作を公募したところ全国から57作品が寄せられた中で今浪の作品「アルプちゃんのおさんぽ」が最優秀賞に選ばれ2013年4月から販売開始。

## 担当番組・企画

### ラジオ番組
| 番組名                                             | 放送局                                                     | 放送/担当期間                 | 備考           |
| -------------------------------------------------- | ---------------------------------------------------------- | ----------------------------- | -------------- |
| 福山雅治のSUZUKI TALKING F.M.                      | TOKYO FM                                                   | 1996年4月7日 - 2015年         | 放送終了       |
| 松本智子のアフタヌーンブリーズ                     | TOKYO FM                                                   | 1996年 - 2000年               | 放送終了       |
| シャ乱Qつんくのオールナイトニッポン                | ニッポン放送                                               | 1996年7月 - 1997年9月         | 放送終了       |
| FLYING〜L'Arc〜ATTACK                              | TOKYO FM                                                   | 1997年10月4日 - 2001年3月     | 放送終了       |
| フライデーズキングTake2                            | TOKYO FM                                                   | 2000年 - 2001年               | 放送終了       |
| ポルノグラフィティのallnightnippon SUPER!          | ニッポン放送                                               | 2001年1月 - 2003年3月         | 放送終了       |
| 田中麗奈 ハートをあげるっ♡                         | ニッポン放送                                               | 2001年4月 - 2004年9月         | 放送終了       |
| 水樹奈々 スマイルギャング                          | 文化放送                                                   | 2002年4月5日 - 放送中         |                |
| (有)チェリーベル                                   | 超!A&G+ （以前は文化放送）                                 | 2003年4月1日 - 2015年11月6日  | 放送終了       |
| ポルノグラフィティ新藤晴一 カフェイン11            | bayfm                                                      | 2003年4月7日 - 放送中         |                |
| 高見恭子のアフタヌーンブリーズ                     | TOKYO FM                                                   | 2003年                        | 放送終了       |
| 太田胃散 presents 優香のI Feel You                 | TOKYO FM                                                   | 2005年4月 - 2009年3月         | 放送終了       |
| アンダーグラフのオールナイトニッポン               | ニッポン放送                                               | 2006年4月8日 - 2007年3月31日  | 放送終了       |
| ポルノグラフィティ岡野昭仁のオールナイトニッポン   | ニッポン放送                                               | 2007年4月7日 - 2010年3月30日  | 放送終了       |
| 平井堅のオールナイトニッポン                       | ニッポン放送                                               | 2008年3月10日                 | 単発・特別番組 |
| 小清水亜美と喜多村英梨のコンチェルトゲートパーティ | 文化放送 超!A&G+ 『コンチェルトゲート フォルテ』公式サイト | 2009年4月11日 - 2009年10月3日 | 放送終了       |
| 声優DO（インタビュアー担当）                       | 超!A&G+                                                    | 2009年4月16日 - 2012年3月25日 | 放送終了       |
| ゴールデンボンバー鬼龍院翔のオールナイトニッポン   | ニッポン放送                                               | 2011年1月5日 - 2015年6月29日  | 放送終了       |
| 水樹奈々のSay!You Young                            | 超!A&G+                                                    | 2010年4月5日                  | 単発・特別番組 |
| 福山雅治 福のラジオ                                | TOKYO FM                                                   | 2015年12月5日 - 放送中        | 出演もしている |

### テレビ番組
| 番組名                                 | 放送局                         | 放送/担当期間                 | 備考     |
| -------------------------------------- | ------------------------------ | ----------------------------- | -------- |
| ゼベック・オンライン                   | 東京メトロポリタンテレビジョン | 2003年1月 - 2005年3月         | 放送終了 |
| 5時に夢中!                             | 東京メトロポリタンテレビジョン | 2005年4月 - 放送中            |          |
| 新感覚お好み焼きバラエティー スカ☆J    | テレビ東京                     | 2005年10月4日 - 2007年3月27日 | 放送終了 |
| おもてなし音楽バラエティ むちゃ∞ブリ!  | テレビ東京                     | 2007年 - 2008年               | 放送終了 |
| 関口さん                               | テレビ埼玉                     | 2008年                        | 放送終了 |
| なまらお茶の間バラエティ マリモリーン! | 北海道放送                     | 2008年10月23日 - 11月27日     | 放送終了 |
| 畑のうた                               | テレビ東京                     | 2009年1月4日 - 3月            | 放送終了 |
| アニソン★カフェ ゆめが丘               | テレビ神奈川                   | 2009年1月14日 - 9月25日       | 放送終了 |
| ボビー's スタジアム                    | テレビ埼玉                     | 2009年 - 2016年3月            | 放送終了 |
| 玉ニュータウン                         | テレビ埼玉                     | 2009年 - 2013年3月            | 放送終了 |
| モテ福                                 | テレビ埼玉                     | 2013年4月 - 2018年3月         | 放送終了 |

### ニコニコ生放送
| 番組名                 | 提供                 | 放送/担当期間      | 備考 |
| ---------------------- | -------------------- | ------------------ | ---- |
| 猫ブース鬼パーセント芋 | 株式会社つばさプラス | 2014年4月 - 放送中 |      |

### 企画・その他
- 『(有)チェリーベル』関連

- 『水樹奈々 スマイルギャング』関連
  - 水樹奈々 スマイルギャング 1周年記念! シャッス!!（書籍）
  - 水樹奈々 スマイルギャング 2周年記念! シャッス2!!（書籍）
  - 水樹奈々 スマイルギャング 3周年記念! シャッス3!!（書籍+DVD）
  - 水樹奈々 スマイルギャング 4周年記念! シャッス4!!（書籍+DVD）
  - 水樹奈々 スマイルギャング 5周年記念! シャッスF!!（書籍+DVD）
- PlayStation 2（PS2）用ゲームソフト 『解決! オサバキーナ』（KID、2004年7月29日）
- 福山雅治「福山☆夏の大創業祭-稲佐山-」ライブ構成（2009年）
- 福山雅治「WE'RE BROS. TOUR 2009 道標」ライブ構成（2009年）
- ポルノグラフィティ「Introduction 〜迫リ来ルMONSTER〜」構成担当（オリジナルアルバム『∠TRIGGER』収録（2010年3月24日））